# BPM–97 Visztrel
A BPM–97 Visztrel (БПМ–97 Выстрел) Oroszországban kifejlesztett páncélozott szállító jármű. Sorozatgyártása még nem kezdődött el. Gyári típusjelzése  Kamaz–43269. A járműnél felmerült műszaki problémák miatt a gyártó megrendelést nem kapott, csak egy kisebb előszéria készült el.

## Története
Az 1990-es években merült fel az igény egy olyan egyszerű felépítésű páncélozott jármű kifejlesztésére, amely határőrizeti, rendészeti és békefenntartó feladatokra, valamint alacsony intenzitású fegyveres konfliktusokban való használatra alkalmas és olcsóbban alkalmazható, mint az erős fegyverzetű páncélozott harcjárművek és lövészpáncélosok. Az alapkoncepció a polgári célra már gyártott terepjáró tehergépkocsik alvázának felhasználása volt. A jármű tervezése 1997-ben kezdődött a KamAZ vállalatnál, a Bauman Egyetem részvételével. A járműre ekkor az orosz határőrség figyelt fel, ahol a szolgálat GAZ–66-os járműveinek lecserélésére tűnt megfelelő alternatívának. A jármű alapjául a Kamaz–4326 4×4   kerékképletű alváza szolgált, amelynek terepjáró képességét megnövelték. Az alvázra épített acélszerkezetű makettel hamarosan megkezdődtek a kísérletek. A jármű a Visztrel nevet, később pedig a BPM–97 (Bronyirovannaja pogranyicsnaja masina – páncélozott határőr jármű) típusjelzést kapta. A járművet nem csak katonai célokra szánják, jó terepjáró képességének köszönhetően fegyverzet nélkül rossz terepviszonyok közti polgári alkalmazásra tervezett változatát is gyártani kívánják a későbbiekben. 2000-ben egy kísérleti példány készült el, majd 2001-ben még legalább két darab jármű. Az Orosz Hadseregben történő rendszeresítéséről egyelőre nem döntöttek, hadiipari kiállításokon rendszeresen bemutatják. A 2007-es Abu-Dabi-i IDEX–2007 kiállításon a BPM–97 a legjobb páncélozott járműnek járó díjat nyerte el.

## Műszaki jellemzői és szerkezeti kialakítása
A teherautó alvázra épített hegesztett páncéltestet a páncélozott harcjárművek gyártásával is foglalkozó Kurganmaszavod készítette. A felső páncéllemezek ellenállnak a 300 m-ről kilőtt 12,7 mm-es géppuskalövedéknek, az alsó rész lemezei pedig védenek a 30 m-ről kilőtt 7,62 mm-es lövedék ellen. A Kamaz–740.10–20 típusú, V8 elrendezésű dízelmotor a jármű elejében helyezkedik el. Két lövésálló (öntömítő) 125 literes üzemanyagtartállyal, és a páncéltesten belül egy 20 l-es kiegészítő tartállyal van felszerelve. Mögötte található a deszanttér, ahol a kétfős kezelőszemélyzet és 8 főnyi katona (vagy teher) számára van hely. A jármű oldalán egy-egy ajtó, hátul pedig deszantajtók találhatók. A felépítmény közepén, felül alakítottak ki helyet a torony számára, amely többféle kialakítású lehet. Az alkalmazás céljától függően 12,7 mm-es NSZVT és 7,62 mm-es géppuskákat, Konkursz páncéltörő rakétákat, csapatlégvédelmi rakétákat, vagy 30 mm-es AGSZ–17 automata gránátvetőt tartalmazó torony építhető be, de alkalmazhatók hozzá a BMP harcjárművek tornyai is.

## Műszaki adatok
- Üres tömeg: 10 500 kg
- Hasznos teher: 5000 kg
- Motor: Kamaz–740.10–20 típusú V8-as, turbófeltöltős dízelmotor
- Motorteljesítmény: 176 kW (240 Le)
- Legnagyobb sebesség: 90 km/h
- Hatótávolság: 1100 km
- Mászóképesség: 30°